# Juan Francisco Giró
Juan Francisco Giró (Montevidéu, 3 de junho de 1791 – Montevidéu, 8 de maio de 1863) foi um político uruguaio. Ocupou o cargo de presidente de seu país entre 1 de março de 1852 e 25 de setembro de 1853.